# Morgi (powiat suwalski)
Morgi – wieś w Polsce położona w województwie podlaskim, w powiecie suwalskim, w gminie Przerośl.
| SIMC   | Nazwa     | Rodzaj    |
| ------ | --------- | --------- |
| 765895 | Wesołówka | część wsi |

W latach 1975–1998 miejscowość należała administracyjnie do województwa suwalskiego.